# Palaeeudyptinae
I paleeudiptini  (Palaeeudyptinae Simpson, 1946) sono una sottofamiglia di pinguini della famiglia degli Sfeniscidi, cui appartengono sole specie fossili.
Se ne conoscono otto generi:
- Anthropodyptes †;
- Archaeospheniscus †;
- Icadyptes †;
- Pachydyptes †;
- Palaeeudyptes †;
- Palaeospheniscus †;
- Paraptenodytes †;
- Pseudaptenodytes †;